# Cục Công nghệ thông tin, Bộ Y tế (Việt Nam)
Trung tâm Thông tin y tế Quốc gia (tiếng Anh: National Health Information Center, viết tắt là NHIC) là đơn vị sự nghiệp công lập trực thuộc Bộ Y tế, có chức năng tổ chức xây dựng, vận hành khai thác cơ sở dữ liệu về y tế, nền tảng số y tế và các hệ thống thông tin quản lý ngành y tế; thực hiện các hoạt động ứng dụng công nghệ thông tin, chuyển đổi số y tế và bảo đảm an toàn thông tin mạng, an ninh mạng của Bộ Y tế; thu thập, tuyển chọn, biên tập, xuất bản, phát hành các ấn phẩm in về các công trình nghiên cứu khoa học và thông tin chuyên sâu, chuyên ngành trong lĩnh vực Y, Dược; đào tạo bồi dưỡng, hợp tác quốc tế, nghiên cứu khoa học và cung cấp dịch vụ liên quan đến ứng dụng công nghệ thông tin, chuyển đổi số y tế theo quy định của pháp luật.
Chức năng, nhiệm vụ, quyền hạn và cơ cấu tổ chức của Trung tâm Thông tin y tế Quốc gia được quy định tại Quyết định số 2233/QĐ-BYT ngày 19/5/2023 của Bộ trưởng Bộ Y tế.

## Lịch sử hình thành và phát triển[2]
Cục Công nghệ thông tin – Bộ Y tế được thành lập theo Nghị định số 63/2012/NĐ-CP ngày 31/8/2012, trên cơ sở tách bộ phận quản lý nhà nước về công nghệ thông tin ngành y tế từ Vụ Khoa học và Đào tạo, và nhận chuyển giao nhiệm vụ từ 3 đơn vị thuộc Cục theo các Quyết định số 944/QĐ-BYT, 945/QĐ-BYT và 953/QĐ-BYT ngày 25/3/2013 của Bộ trưởng Bộ Y tế.
Từ ngày 1/6/2023, Cục Công nghệ thông tin chuyển đổi thành Trung tâm Thông tin y tế Quốc gia.

## Nhiệm vụ và quyền hạn
Theo Điều 6 và Điều 7, Quy chế Tổ chức và hoạt động của Trung tâm Thông tin y tế Quốc gia ban hành kèm theo Quyết định số 2233/QĐ-BYT ngày 19/5/2023 của Bộ trưởng Bộ Y tế, Trung tâm Thông tin y tế Quốc gia có các nhiệm vụ, quyền hạn chính:

### Nhiệm vụ
1. Xây dựng, trình cấp có thẩm quyền phê duyệt kế hoạch phát triển dữ liệu mở và cung cấp dữ liệu mở; thực hiện cung cấp lần đầu dữ liệu mở theo kế hoạch được phê duyệt. Tổ chức thực hiện thiết kế, xây dựng cơ sở dữ liệu quốc gia về y tế; thu thập, tiếp nhận, lưu trữ, xử lý, quản lý thông tin y tế từ các hệ thống thông tin sức khỏe, các hệ thống thông tin phòng bệnh, các hệ thống thông tin khám và chữa bệnh và các nguồn dữ liệu liên quan khác theo quy định của Bộ trưởng Bộ Y tế và của pháp luật.
2. Xây dựng, trình cấp có thẩm quyền phê duyệt kế hoạch phát triển và sử dụng các nền tảng số y tế; tổ chức triển khai thực hiện các giải pháp công nghệ số để triển khai các nền tảng số y tế theo quy định của Bộ trưởng Bộ Y tế và của pháp luật.
3. Tham gia, phối hợp với các Vụ/Cục thuộc Bộ Y tế trong việc thực hiện nhiệm vụ quản lý nhà nước về công nghệ thông tin y tế, cụ thể:
a) Tham gia xây dựng các văn bản quy định, hướng dẫn về việc xây dựng, quản lý, khai thác cơ sở dữ liệu quốc gia về y tế; quy định về bệnh án điện tử, hồ sơ sức khỏe điện tử; hoạt động chuyển đổi số trong ngành y tế;
b) Tham gia xây dựng các kế hoạch về hoạt động ứng dụng công nghệ thông tin trong các lĩnh vực chuyên môn ngành y tế;
c) Phối hợp với các đơn vị thuộc Bộ Y tế trong việc xây dựng chủ trương đầu tư, các đề án, dự án đầu tư và kế hoạch thuê dịch vụ công nghệ thông tin để phục vụ công tác chuyên môn của đơn vị;
d) Tham gia thẩm định hồ sơ đề xuất, phương án bảo đảm an toàn thông tin theo cấp độ đối với hệ thống thông tin của Bộ Y tế theo quy định của pháp luật;
đ) Thực hiện quản lý các sản phẩm công nghệ số là thiết bị y tế.
4. Xây dựng, trình cấp có thẩm quyền ban hành các quy định chuyên môn, quy trình kỹ thuật về ứng dụng, phát triển công nghệ thông tin, an toàn thông tin, an ninh mạng, chuyển đổi số trong lĩnh vực y tế.
5. Xây dựng, trình cấp có thẩm quyền ban hành và duy trì, cập nhật, tổ chức thực hiện Kiến trúc Chính phủ điện tử Bộ Y tế tuân thủ theo Khung Kiến trúc Chính phủ điện tử Việt Nam hướng tới Chính phủ số.
6. Tổ chức triển khai thực hiện ứng dụng công nghệ thông tin, ứng dụng trí tuệ nhân tạo trong lĩnh vực y tế.
7. Về hạ tầng hệ thống thông tin, an toàn thông tin mạng, an ninh mạng
a) Xây dựng, quản lý, duy trì, cập nhật, bảo đảm an toàn thông tin cơ sở hạ tầng các hệ thống thông tin, các hệ thống cơ sở dữ liệu (CSDL) chuyên ngành và các hệ thống phần mềm, cơ sở dữ liệu liên quan đến y tế; đào tạo bồi dưỡng, tham gia đào tạo, nghiên cứu, phát triển và cung cấp các sản phẩm, dịch vụ công nghệ thông tin về cơ sở hạ tầng thông tin, phần mềm, cơ sở dữ liệu và an toàn thông tin, an ninh mạng liên quan đến y tế theo quy định của pháp luật;
b) Tổ chức hoạt động, điều phối Mạng lưới ứng cứu sự cố an toàn thông tin mạng trong ngành y tế; triển khai công tác phòng chống tấn công mạng; phòng, chống phần mềm độc hại; ứng cứu, khắc phục các sự cố tấn công mạng đối với các hệ thống hạ tầng cơ sở, hệ thống thông tin, nền tảng y tế số, cơ sở dữ liệu được Bộ trưởng Bộ Y tế giao nhiệm vụ cho Trung tâm thực hiện quản lý vận hành;
c) Xây dựng, quản lý, triển khai, vận hành Hệ thống Trung tâm giám sát, điều hành an toàn thông tin, bảo vệ an ninh mạng theo mô hình bốn lớp cho các hệ thống thông tin của bộ, ngành và kết nối, chia sẻ thông tin với Hệ thống giám sát an toàn không gian mạng quốc gia;
d) Tổ chức xây dựng, điều phối, diễn tập, huấn luyện phương án ứng phó các nguy cơ, sự cố mất an toàn thông tin mạng đối với hệ thống thông tin ngành y tế.
8. Đầu mối xây dựng và triển khai công tác truyền thông về ứng dụng công nghệ thông tin, an toàn thông tin, an ninh mạng và chuyển đổi số y tế.
9. Thực hiện triển khai các nhiệm vụ của Tạp chí Y Dược học của Bộ Y tế, cụ thể:
a) Tổ chức thu thập, tuyển chọn, biên tập, xuất bản, phát hành và nộp lưu chiểu các ấn phẩm in của Tạp chí về thông tin chuyên sâu, chuyên ngành trong lĩnh vực Y, Dược;
b) Thực hiện đúng tôn chỉ, mục đích, đối tượng phục vụ đã được quy định trong Giấy phép hoạt động;
c) Đăng tải các công trình nghiên cứu khoa học trong lĩnh vực Y, Dược bằng tiếng Việt và tiếng Anh;
d) Thông tin chủ trương, đường lối, chính sách của Đảng, pháp luật của Nhà nước về lĩnh vực Y, Dược, trang thiết bị y tế; Khai thác, cập nhật thông tin Y, Dược, trang thiết bị y tế mới nhất; giới thiệu các thành tựu về Y, Dược học trong nước và ngoài nước; các thông tin về thuốc và các sản phẩm liên quan đến sức khỏe thông qua các chuyên mục; đăng tải kiến thức chăm sóc sức khỏe cộng đồng;
đ) Xây dựng kế hoạch thành lập trang tin điện tử, tạp chí điện tử của Tạp chí Y Dược học và tổ chức hoạt động sau khi được cấp có thẩm quyền cho phép; Chủ động tổ chức các hoạt động tư vấn, khai thác thông tin tuyên truyền, quảng cáo, phát hành theo quy định của pháp luật; Được tham gia sản xuất, cung ứng các sản phẩm truyền thông theo cơ chế đặt hàng của Nhà nước.
10. Tổ chức các hoạt động nghiên cứu khoa học, hội nghị, hội thảo, trao đổi kinh nghiệm về lĩnh vực thông tin và công nghệ thông tin, chuyển đổi số y tế; phối hợp với các đơn vị đào tạo trực thuộc Bộ Y tế và các tổ chức liên quan tổ chức đào tạo, bồi dưỡng về chuyên môn, nghiệp vụ cho đội ngũ công chức, viên chức ngành y tế về thông tin và công nghệ thông tin, chuyển đổi số y tế.
11. Thực hiện trao đổi thông tin y tế với các cơ quan, tổ chức nước ngoài theo quy định của pháp luật; phối hợp với các đơn vị chức năng thực hiện hợp tác quốc tế, tiếp nhận, quản lý các dự án trợ giúp kỹ thuật của các tổ chức quốc tế về lĩnh vực thông tin và công nghệ thông tin, chuyển đổi số y tế khi được Bộ trưởng Bộ Y tế giao nhiệm vụ.
12. Tổ chức quản lý, khai thác, cung cấp các sản phẩm dịch vụ thông tin y tế và truyền thông kịp thời, đầy đủ, trung thực cho các tổ chức và cá nhân theo quy định của Bộ trưởng Bộ Y tế và của pháp luật.
13. Tổ chức thực hiện tư vấn đầu tư ứng dụng công nghệ thông tin, chuyển đổi số y tế theo quy định của pháp luật.
14. Liên doanh, liên kết với các tổ chức, cá nhân để cung cấp các sản phẩm, dịch vụ công nghệ thông tin và dịch vụ thông tin y tế đáp ứng nhu cầu của xã hội theo quy định của pháp luật.
15. Xây dựng, trình cấp có thẩm quyền phê duyệt các đề án, dự án, kế hoạch, chương trình về phát triển Trung tâm dài hạn, trung hạn và hàng năm; tổ chức triển khai thực hiện sau khi được phê duyệt.
16. Thực hiện quản lý và sử dụng viên chức thuộc Trung tâm theo quy định của pháp luật và quy định của Bộ Y tế về phân cấp, quản lý công chức, viên chức; thực hiện chế độ thông tin, báo cáo định kỳ và đột xuất theo quy định của Bộ Y tế.
17. Quản lý tài chính, tài sản của Trung tâm theo quy định của pháp luật:
a) Tổ chức thực hiện nghiêm chỉnh các quy định của nhà nước về thu, chi ngân sách của Trung tâm;
b) Huy động, quản lý, sử dụng hiệu quả các nguồn lực của Trung tâm theo quy định của pháp luật; sử dụng nguồn thu từ hoạt động dịch vụ để đầu tư xây dựng cơ sở vật chất, mở rộng phạm vi hoạt động của Trung tâm, chi trả lương, phụ cấp, các khoản thu nhập tăng thêm cho cán bộ, viên chức theo quy định của pháp luật; xây dựng cơ sở vật chất kỹ thuật, trang thiết bị của Trung tâm theo yêu cầu chuẩn hóa, hiện đại hóa.
18. Thực hiện các nhiệm vụ và quyền hạn khác theo quyết định của Bộ trưởng Bộ Y tế và quy định của pháp luật.

### Quyền hạn
1. Được quyền đề nghị các cơ quan, đơn vị trong ngành y tế có liên quan cung cấp các thông tin, tài liệu phục vụ công tác chuyên môn và các công tác khác theo quy định của pháp luật.
2. Được ký kết các hợp đồng liên doanh, liên kết, hợp tác với các tổ chức, doanh nghiệp và các chuyên gia trong nước và ngoài nước để thực hiện có hiệu quả các nhiệm vụ được giao theo quy định của pháp luật.
3. Được ký kết các hợp đồng tín dụng ngắn hạn, trung hạn, dài hạn với các tổ chức tài chính, tín dụng trong và ngoài nước để phục vụ có hiệu quả cho hoạt động của Trung tâm theo quy định của pháp luật.
4. Được quyền cung cấp các sản phẩm, dịch vụ trong chức năng, nhiệm vụ được giao theo quy định của pháp luật.
5. Được quyền không cho phép bất kỳ cá nhân, tổ chức nào lợi dụng danh nghĩa và cơ sở vật chất của Trung tâm để tiến hành cách hoạt động trái với quy định của pháp luật.

## Lãnh đạo Trung tâm[5]
- Giám đốc: Đỗ Trường Duy[6]
- Phó Giám đốc:

1. Đinh Hải Long
2. Nguyễn Trường Nam[7]

## Cơ cấu tổ chức
(Theo Điều 10, Quy chế Tổ chức và hoạt động của Trung tâm Thông tin y tế Quốc gia ban hành kèm theo Quyết định số 2233/QĐ-BYT ngày 19/5/2023 của Bộ trưởng Bộ Y tế)

### Các phòng chức năng
- Phòng Tổ chức - Hành chính
- Phòng Kế hoạch - Tài chính

### Các phòng chuyên môn
- Phòng Nghiên cứu phát triển
- Phòng Dự án thông tin y tế
- Phòng Dịch vụ chuyển đổi số y tế
- Phòng Giải pháp và Quản lý chất lượng
- Phòng Hạ tầng và An toàn thông tin mạng
- Phòng Hỗ trợ khách hàng
- Văn phòng Đại diện Trung tâm Thông tin y tế Quốc gia tại thành phố Hồ Chí Minh

### Đơn vị trực thuộc Trung tâm
- Tạp chí Y, Dược học